# Jack Black
Jack Black, születési nevén: Thomas Jacob Black (Santa Monica, Kalifornia, 1969. augusztus 28. –) amerikai színész, humorista, zenész és YouTube videós. Barátjával, Kyle Gasszel közösen alkottak egy félig komédia, félig rock duót, a Tenacious D-t. Tagja az úgynevezett Frat Packnek, ami magába foglalja azokat a komikusokat, akik aktívan játszanak hollywoodi filmekben és jelölve voltak már Golden Globe-díjra.

## Életrajz

### Gyermekkora
Santa Monicában, Kalifornia államban született, Judith Black (születési neve: Judith Cohen) és Thomas William Black fiaként. Édesanyja született zsidó, míg édesapja áttért a zsidó hitre. Szülei híradástechnikai mérnökként dolgoztak és műholddakkal foglalkoztak. Édesanyja például dolgozott a Hubble űrtávcső földi szerelésén. Szülei elváltak, amikor 10 éves volt. Jack Culver Citybe költözött az édesapjával, ahonnan gyakran látogatta édesanyja otthonát is. Édesapjával addig volt együtt, amíg vége nem lett az első évének az UCLA főiskolán, mert utána az édesapja elköltözött Franciaországba.

## Karrierje

### Színészi pályafutás
Black színészi karrierje különböző sorozatokban való szerepléssel kezdődött, mint pl. az X-akták, vagy a Life Goes On. Ezt követően különböző játékfilmekben kisebb szerepeket vállalt, többek között az Dobd fel magad!, a Waterworld – Vízivilág és a Ments meg, Uram! című művekben. Ezután kapta főszerepeit a Nacho Libre és a Tenacious D és a Végzet Pengetője című filmekben, majd ezeket követően játszott A kezdet kezdetében és a Gulliver utazásaiban. A Rocksuli-ban folytatott szerepléséért Golden Globe-díjra jelölték a legjobb színész musical vagy vígjáték kategóriájában. 2008-ban ő adta a hangját a Kung Fu Panda főszereplőjének, a film nagy sikert aratott és több folytatása készült. Vendégszereplőként feltűnt a The Office című szituációs komédiában. Ő szinkronizálta a Brütal Legend videójáték főszereplőjét. A magyar mozikban 2025. április 3-án bemutatott Egy Minecraft film egyik főszereplőjét, Steve-t is ő játszotta.

### Zenei pályafutás
Black, becenevén JB (ejtsd: dzséjbí), avagy Jables a frontembere és énekese a Tenacious D komédia-rockbandának. Két albumot adtak eddig ki, az első a zenekar nevét viseli magán, a másik a The Pick of Destiny című, mely egyben a Tenacious D és a Végzet Pengetője című film zenéit tartalmazza. Több számuk is bekerült különböző videójáték-ok dalai közé, úgy mint a Guitar Hero-ba, a Brütal Legend-be, vagy a Rock Band-be. A duó több filmben is szerepel együtt.
Vendégzenészként feltűnt a Probot, a Meat Loaf vagy a Queens of the Stone Age zenekaroknál. Több zenekar klipjében is látható szereplőként, a Foo Fighters Learn To Fly című számában Kyle Gass-el ők alakítják a repülőgép takarítószemélyzetét, de feltűnik még a Beck, az Eagles of Death Metal, a Sum 41, illetve még Ronnie James Dio egyik utolsó videójában is – aki egyébként cserében feltűnik a Végzet Pengetője filmben.

## Magánélete
Tizennégy éves korában Black súlyos kokainfogyasztással küzdött. Elmondta, hogy: "Nagyon sok bajom volt a kokainnal ... elég durva arcokkal lógtam. Iskolába is féltem járni, mert egyikük meg akart ölni. Minél hamarabb el akartam menni onnan."
Black testvére, Howard 1989-ben, 31 évesen halt meg AIDS-ben. Black 1996 és 2005 között randevúzott Laura Kightlinger színésznővel.
2006 januárjában Black eljegyezte Tanya Haden énekesnőt, Charlie Haden jazz basszusgitáros lányát. Mindketten a Crossroads Iskolába jártak, és 15 évvel később, az érettségi után ismét találkoztak egy közös barátjuk születésnapi partiján. 2006. március 14-én összeházasodtak a kaliforniai Big Sur-ban. Első fiuk, Samuel Jason Black 2006 júniusában született a Los Angeles-i Cedars-Sinai Orvosi Központban. Második fiuk, Thomas David Black 2008. május 23-án született. Annak ellenére, hogy ateista, névleges zsidónak vallja magát, az apaság befolyásolta döntését, hogy gyermekeit zsidó hitben nevelje.
Black támogatta Barack Obama 2012-es újraválasztási kampányát. Nemrégiben nyiltan kritizálta Donald Trump-ot. Trump elnöki választásának napján a Tenacious D bandatársával, Kyle Gass-szal előadták a 2006-os "The Government Totally Sucks" című tiltakozó dalukat. Black elmondta a közönségnek: "Évek óta nem játszottuk (ezt a dalt), mert egyszerűen soha nem éreztem megfelelőnek – de most örömmel engedjük szabadjára a fenevadat. A kormány teljes egészében egy hulladék".

## Filmográfia

### Film
| Év   | Magyar cím                                   | Eredeti cím                           | Szerep                                | Magyar hang           | Rendező                  |
| ---- | -------------------------------------------- | ------------------------------------- | ------------------------------------- | --------------------- | ------------------------ |
| 1992 | Bob Roberts                                  | Bob Roberts                           | Roger Davis                           | Kerekes József        | Tim Robbins (1.)         |
| 1993 | Dobd fel magad!                              | Airborne                              | Augie                                 | Miller Zoltán         | Rob Bowman               |
| 1993 | A pusztító                                   | Demolition Man                        | Wasteland-i férfi                     |                       | Marco Brambilla          |
| 1994 | Végtelen történet 3.                         | Neverending Story III                 | Slip                                  |                       | Peter MacDonald          |
| 1995 | Ments meg, Uram!                             | Dead Man Walking                      | Craig Poncelet                        | Viczián Ottó          | Tim Robbins (2.)         |
| 1995 | Waterworld – Vízivilág                       | Waterworld                            | pilóta                                | Orosz István          | Kevin Costner            |
| 1995 | Viszlát család, viszlát szerelem!            | Bye Bye Love                          | Dj a partin                           |                       | Sam Weisman              |
| 1996 | Végtelen világok                             | Crossworlds                           | Steve                                 | Holl Nándor           | Krishna Rao              |
| 1996 | Kő kövön                                     | Bio-Dome                              | Tenacious D                           |                       | Jason Bloom              |
| 1996 | Támad a Mars!                                | Mars Attacks!                         | Billy Glenn Norris                    | Tóth Attila           | Tim Burton               |
| 1996 | A kábelbarát                                 | The Cable Guy                         | Rick                                  | Holl Nándor           | Ben Stiller (1.)         |
| 1996 | A kábelbarát                                 | The Cable Guy                         | Rick                                  | Elek Ferenc           | Ben Stiller (1.)         |
| 1996 | A rajongó                                    | The Fan                               | műsorvezető technikus                 |                       | Tony Scott (1.)          |
| 1997 | A Sakál                                      | The Jackal                            | Lamont                                | Stohl András          | Michael Caton-Jones      |
| 1997 | A Sakál                                      | The Jackal                            | Lamont                                | Csík Csaba Krisztián  | Michael Caton-Jones      |
| 1998 | Johnny, a dögkeselyű                         | Johnny Skidmarks                      | Jerry                                 | Kerekes József        | John Raffo               |
| 1998 |                                              | Bongwater                             | Devlin                                |                       | Richard Sears            |
| 1998 | A közellenség                                | Enemy of the State                    | Fiedler                               | Halmágyi Sándor       | Tony Scott (2.)          |
| 1998 | Még mindig tudom, mit tettél tavaly nyáron   | I Still Know What You Did Last Summer | Titus Telesco                         | Minárovits Péter      | Danny Cannon             |
| 1999 | A szerelmeslevél                             | The Love Letter                       | halász                                |                       | Alison Maclean (1.)      |
| 1999 | Broadway 39. utca                            | Cradle Will Rock                      | Sid                                   | Koncz István          | Tim Robbins (3.)         |
| 1999 | Az élet kalandja                             | Jesus' Son                            | Georgie                               |                       | Alison Maclean (2.)      |
| 2000 | Pop, csajok satöbbi                          | High Fidelity                         | Barry                                 | Kálloy Molnár Péter   | Stephen Frears           |
| 2001 | A nagyon nagy Ő                              | Shallow Hal                           | Hal Larson                            | Háda János            | Bobby és Peter Farrelly  |
| 2001 | Nő a baj                                     | Saving Silverman                      | J.D                                   | Kerekes József        | Dennis Dugan             |
| 2002 | Jégkorszak                                   | Ice Age                               | Zeke, a tigris (hangja)               | Csuja Imre            | Chris Wedge              |
| 2002 | Narancsvidék                                 | Orange County                         | Lance Brumder                         | Szabó Győző           | Jake Kasdan (1.)         |
| 2002 | Narancsvidék                                 | Orange County                         | Lance Brumder                         | Elek Ferenc           | Jake Kasdan (1.)         |
| 2002 | Fuss, Ronnie, fuss!                          | Run Ronnie Run!                       | kéményseprő                           |                       | Troy Miller              |
| 2003 | Rocksuli                                     | The School of Rock                    | Dewey Finn                            | Kálloy Molnár Péter   | Richard Linklater (1.)   |
| 2003 |                                              | Melvin Goes to Dinner                 | mentális beteg                        |                       | Bob Odenkirk             |
| 2004 | Cápamese                                     | Shark Tale                            | Lenny (hangja)                        | Molnár Levente        | Rob Letterman (1.)       |
| 2004 | Irigy kutya                                  | Envy                                  | Nick Vanderpark                       | Kálloy Molnár Péter   | Barry Levinson           |
| 2004 | A híres Ron Burgundy legendája               | Anchorman: The Legend of Ron Burgundy | motoros (cameo)                       | Faragó András         | Adam McKay               |
| 2005 | King Kong                                    | King Kong                             | Carl Denham                           | Háda János            | Peter Jackson            |
| 2006 | Holiday                                      | The Holiday                           | Miles                                 | Kálloy Molnár Péter   | Nancy Meyers             |
| 2006 | Tenacious D, avagy a kerek rockerek          | Tenacious D in The Pick of Destiny    | JB                                    | Kálloy Molnár Péter   | Liam Lynch               |
| 2006 | Nacho Libre                                  | Nacho Libre                           | Ignacio / Nacho                       | Kálloy Molnár Péter   | Jared Hess (1.)          |
| 2007 | Margot az esküvőn                            | Margot at the Wedding                 | Malcolm                               | Kálloy Molnár Péter   | Noah Baumbach            |
| 2007 | A lankadatlan – A Dewey Cox sztori           | Walk Hard: The Dewey Cox Story        | Paul McCartney (cameo)                | Takátsy Péter         | Jake Kasdan (2.)         |
| 2008 | Kung Fu Panda                                | Kung Fu Panda                         | Po (hangja)                           | Gáspár András         | John W. Stevenson        |
| 2008 | Kung Fu Panda                                | Kung Fu Panda                         | Po (hangja)                           | Gáspár András         | Mark Osborne             |
| 2008 | Kung Fu Panda – A harc művészete (rövidfilm) | Secrets of the Furious Five           | Po (hangja)                           | Gáspár András         | Raman Hui                |
| 2008 | Trópusi vihar                                | Tropic Thunder                        | Jeff Portnoy                          | Kálloy Molnár Péter   | Ben Stiller (2.)         |
| 2008 | Tekerd vissza, haver!                        | Be Kind Rewind                        | Jerry Gerber                          | Kálloy Molnár Péter   | Michel Gondry            |
| 2009 | A kezdet kezdete                             | Year One                              | Zed                                   | Kálloy Molnár Péter   | Harold Ramis             |
| 2010 | Kung Fu Panda ünnepe (rövidfilm)             | Kung Fu Panda Holiday                 | Po (hangja)                           | Gáspár András         | Tim Johnson              |
| 2010 | Gulliver utazásai                            | Gulliver's Travels                    | Lemuel Gulliver                       | Gáspár András         | Rob Letterman (2.)       |
| 2011 | Börni, az eszelős temetős                    | Bernie                                | Bernie Tiede                          | Kálloy Molnár Péter   | Richard Linklater (2.)   |
| 2011 | Vad évad                                     | The Big Year                          | Brad Harris                           | Háda János            | David Frankel            |
| 2011 | Kung Fu Panda 2.                             | Kung Fu Panda 2                       | Po (hangja)                           | Gáspár András         | Jennifer Yuh Nelson (1.) |
| 2011 | Kung Fu Panda: Legendás mesterek (rövidfilm) | Kung Fu Panda: Secrets of the Masters | Po (hangja)                           | Gáspár András         | Tony Leondis             |
| 2011 | Muppets                                      | The Muppets                           | önmaga (cameo)                        | Kálloy Molnár Péter   | James Bobin              |
| 2014 | Szexvideó                                    | Sex Tape                              | Lamont, a YouPorn tulajdonosa (cameo) | Kerekes József        | Jake Kasdan (3.)         |
| 2015 | Kicsapongók                                  | The D Train                           | Dan Landsman                          | Kálloy Molnár Péter   | Jarrad Paul              |
| 2015 | Libabőr                                      | Goosebumps                            | R. L. Stine                           | Kálloy Molnár Péter   | Rob Letterman (3.)       |
| 2015 | Libabőr                                      | Goosebumps                            | Láthatatlan fiú (hangja)              | Berkes Bence[forrás?] | Rob Letterman (3.)       |
| 2015 | Libabőr                                      | Goosebumps                            | Slappy (hangja)                       | Kapácsy Miklós        | Rob Letterman (3.)       |
| 2016 | Kung Fu Panda 3.                             | Kung Fu Panda 3                       | Po (hangja)                           | Gáspár András         | Jennifer Yuh Nelson (2.) |
| 2016 | Kung Fu Panda 3.                             | Kung Fu Panda 3                       | Po (hangja)                           | Gáspár András         | Alessandro Carloni       |
| 2016 | Kung Fu Panda – A tekercs titkai (rövidfilm) | Kung Fu Panda: Secrets of the Scroll  | Po (hangja)                           | Gáspár András         | Rodolphe Guenoden        |
| 2017 | A polka király                               | The Polka King                        | Jan Lewan                             |                       | Maya Forbes              |
| 2017 | Jumanji – Vár a dzsungel                     | Jumanji: Welcome to the Jungle        | Sheldon Oberon professzor             | Kálloy Molnár Péter   | Jake Kasdan (4.)         |
| 2018 | Libabőr 2. – Hullajó Halloween               | Goosebumps 2: Haunted Halloween       | R. L. Stine (cameo)                   | Kálloy Molnár Péter   | Ari Sandel               |
| 2018 | A végzet órája                               | The House with a Clock in Its Walls   | Jonathan Barnavelt                    | Kálloy Molnár Péter   | Eli Roth (1.)            |
| 2018 | Nyugi, gyalog nem jut messzire               | Don't Worry, He Won't Get Far on Foot | Dexter                                | Kálloy Molnár Péter   | Gus Van Sant             |
| 2018 |                                              | Unexpected Race                       | seriff                                |                       | Stephen Groo             |
| 2019 | Jumanji – A következő szint                  | Jumanji: The Next Level               | Sheldon Oberon professzor             | Kálloy Molnár Péter   | Jake Kasdan (5.)         |
| 2022 | Apollo–10,5: Űrkorszaki gyerekkor            | Apollo 10 1⁄2: A Space Age Childhood  | felnőtt Stanley (hangja)              | Miller Zoltán         | Richard Linklater (3.)   |
| 2022 | Weird: Az Al Yankovic Sztori                 | Weird: The Al Yankovic Story          | Wolfman Jack                          |                       | Eric Appel               |
| 2023 | Super Mario Bros.: A film                    | The Super Mario Bros. Movie           | Bowser (hangja)                       | Gémes Antos           | Aaron Horvath            |
| 2023 | Super Mario Bros.: A film                    | The Super Mario Bros. Movie           | Bowser (hangja)                       | Gémes Antos           | Michael Jelenic          |
| 2024 | Kung Fu Panda 4.                             | Kung Fu Panda 4                       | Po (hangja)                           | Gáspár András         | Mike Mitchell            |
| 2024 | Borderlands                                  | Borderlands                           | Claptrap (hangja)                     | Kálloy Molnár Péter   | Eli Roth (2.)            |
| 2024 | Kedves Télapó                                | Dear Santa                            | Sátán                                 |                       | Bobby Farrelly           |
| 2025 | Egy Minecraft film                           | A Minecraft Movie                     | Steve                                 | Kálloy Molnár Péter   | Jared Hess (2.)          |

### Televízió
| Év   | Magyar cím            | Eredeti cím     | Szerep              | Megjegyzések                                        |
| ---- | --------------------- | --------------- | ------------------- | --------------------------------------------------- |
| 1994 | Szemben az igazsággal | Blind Justice   | közlegény           | - tévéfilm - magyar hangja: - Selmeczi Roland       |
| 1994 | Az ártatlan           | The Innocent    | Marty Prago         | tévéfilm                                            |
| 1995 | X-akták               | The X-Files     | Bart "Zero" Liquori | - 1 epizód (D.P.O.) - magyar hangja: - Koncz István |
| 2023 | A Mandalóri           | The Mandalorian | Bombardier százados | - 1 epizód - magyar hangja: - Kálloy Molnár Péter   |

## Díjak és jelölések
- 2005: King Kong – jelölve – Teen Choice Awards a film megválasztott gazemberének
- 2006: Holiday – jelölve – Gotham-díj a legjobb együttes teljesítményért
- 2006: Nacho Libre – jelölve – Kids' Choice Award a kedvenc filmsztárnak
jelölve – MTV Movie Award a legjobb küzdelmi jelenetért
jelölve – Teen Choice Awards a legjobb vígjátékszínésznek
jelölve – Teen Choice Awards a megválasztott filmkémiáért
jelölve – Teen Choice Awards a megválasztott háttérzajért
- 2007: Margot az esküvőn – jelölve – Gotham-díj a legjobb együttes teljesítményért
- 2008: Kung Fu Panda – jelölve – Kids' Choice Award a kedvenc háziállatnak
- 2008: Trópusi vihar – Boston Society of Film Critics Award a legjobb színésznek
- 2010: Gulliver utazásai – jelölve – Arany Málna díj a legrosszabb színésznek
 jelölve – Nickelodeon Kids’ Choice Awards a kedvenc férfi filmsztárnak
- 2011: Börni, az eszelős temetős – jelölve – Golden Globe-díj a legjobb férfi főszereplőnek – zenés film vagy vígjáték
 jelölve – Gotham-díj a legjobb együttes teljesítményért
 jelölve – Independent Spirit-díj a legjobb férfi főszereplőnek
 jelölve – New York Film Critics Circle-díj a legjobb színésznek
 jelölve – Critics' Choice Movie-díj a legjobb komikus színésznek
- 2011: Kung Fu Panda 2. – jelölve – Kids' Choice Award a kedvenc háziállatnak
 jelölve – Teen Choice Awards a filmhangért
 jelölve – People's Choice Award a kedvenc állatos filmhangért
- 2015: Libabőr – jelölve – People's Choice Award a kedvenc vígjátékszínésznek
- 2016: Kung Fu Panda 3. – jelölve – Kids' Choice Award a kedvenc háziállatnak
- 2017: Jumanji – Vár a dzsungel – jelölve – MTV Movie Award a legjobb komikusnak
jelölve – MTV Movie Award a legjobb csapatnak
  (Dwayne Johnson, Kevin Hart, Karen Gillan és Nick Jonas személyében)

## Fordítás
- Ez a szócikk részben vagy egészben  a   Jack Black című angol Wikipédia-szócikk fordításán alapul.  Az eredeti cikk szerkesztőit annak laptörténete sorolja fel. Ez a jelzés csupán a megfogalmazás eredetét és a szerzői jogokat jelzi, nem szolgál a cikkben szereplő információk forrásmegjelöléseként.